# Mauricio Ortega (Radsportler)
Mauricio Ortega Ramírez (* 22. Oktober 1980 in Salgar) ist ein kolumbianischer Radrennfahrer.

## Karriere
Mauricio Ortega wurde 2002 panamerikanischer Meister im Einzelzeitfahren der U23-Klasse. Im Jahr 2003 gewann er eine Etappe der Vuelta a Guatemala. Seinen ersten Vertrag bei einem internationalen Radsportteam erhielt er 2006 beim kolumbianischen Continental Team Atom. Er war zunächst bei südamerikanischen Rennen nationaler Radsportkalender erfolgreich, darunter den Gesamtwertungen kleinerer Etappenrennen und in der Zeit von 2006 bis 2011 vier Etappen des Clasico RCN. 2010 gewann er eine Etappe der Vuelta al Valle del Cauca und konnte so auch die Gesamtwertung für sich entscheiden. 2013 gewann er eine Etappe der Vuelta a Colombia, bei der er 2016 die Gesamtwertung, die Bergwertung und zwei Etappen für sich entschied. Außerdem gewann er 2016 die Bergwertung der Tour of Qinghai Lake.

## Erfolge
2002
- Panamerikameister – Einzelzeitfahren (U23)

2003
- eine Etappe Vuelta a Guatemala

2007
- Gesamtwertung Vuelta a Antioquia

2008
- Gesamtwertung Vuelta a Antioquia

2013
- eine Etappe Vuelta a Colombia

2016
- Gesamtwertung, Bergwertung und zwei Etappen Vuelta a Colombia
- Bergwertung Tour of Qinghai Lake

2017
- Bergwertung Tour of Qinghai Lake
- Bergwertung Tour of China I
- Einzelwertung UCI Asia Tour 2017

## Teams
- 2006 Atom
- 2007 Atom

- 2009 UNE-EPM
- 2010 UNE-EPM
- 2011 EPM-UNE
- 2012 EPM-UNE
- 2013 Aguardiente Antioqueño-Lotería de Medellín
- 2014 Aguardiente Antioqueño-Lotería de Medellín-IDEA
- 2015 Orgullo Antioqueño
- 2016 RTS-Monton Racing (ab 1. Juli)
- 2017 RTS-Monton Racing